# Miniopterus tristis
Miniopterus tristis (Waterhouse, 1845) è un pipistrello della famiglia dei Miniotteridi diffuso nell'Ecozona orientale ed australasiana.

## Descrizione

### Dimensioni
Pipistrello di medie dimensioni, con la lunghezza della testa e del corpo tra 63,8 e 72,4 mm, la lunghezza dell'avambraccio tra 51 e 57,7 mm, la lunghezza della coda tra 61,3 e 71,9 mm, la lunghezza del piede tra 10 e 12 mm, la lunghezza delle orecchie tra 15 e 17 mm e un peso fino a 24 g.

### Aspetto
La pelliccia è lunga. Le parti dorsali sono bruno-nerastre con la punta dei peli bruno-grigiastra, bruno-rossastra o grigio chiara, mentre le parti ventrali sono bruno-grigiastre con la base dei peli bruno-nerastra. Le spalle sono interamente nere. La fronte è molto alta e bombata, il muso è stretto e con le narici molto piccole. Le orecchie sono corte, strette, ben separate tra loro e con l'estremità arrotondata. Il trago è lungo, con una protuberanza triangolare alla base del bordo posteriore. Le membrane alari sono nerastre e attaccate posteriormente sulle caviglie. La lunga coda è inclusa completamente nell'ampio uropatagio. Il calcar è lungo e privo di carenatura.

## Biologia

### Comportamento
Si rifugia in gruppi all'interno di grotte.

### Alimentazione
Si nutre di insetti volanti catturati sopra la volta forestale o sopra distese aperte.

### Riproduzione
Una femmina che allattava è stata catturata in Nuova Guinea nel mese di ottobre.

## Distribuzione e habitat
Questa specie è diffusa nelle Isole Filippine, Sulawesi e dalla Nuova Guinea fino alle Isole Salomone.
Vive nelle foreste fino a 1.600 metri di altitudine.

## Tassonomia
Sono state riconosciute 5 sottospecie:
- M.t.tristis: Isole filippine di Bohol, Guimaras, Leyte, Lubang, Luzon, Mindanao, Mindoro, Negros, Palawan e Tablas;
- M.t.celebensis (Peterson, 1981): Sulawesi, Buton, Sanana;
- M.t.grandis (Peterson, 1981): Nuova Guinea occidentale; Biak-Supiori, Yapen, Numfor,
- M.t.insularis (Peterson, 1981): Isole dell'Ammiragliato: Manus, Mussau; Arcipelago delle Bismarck, Trobriand, Kiriwina, Misima, Woodlark; Vanuatu: Éfaté, Espiritu Santo; Isole Salomone: Florida, Nendo, Nggela Sule, Rennell, Makira;
- M.t.propritristis (Peterson, 1981): Nuova Guinea centro-settentrionale ed orientale.

## Conservazione
La IUCN Red List, considerato il vasto areale, la popolazione presumibilmente numerosa e la tolleranza a diversi tipi di habitat, incluse zone agricole ed altamente disturbate, classifica M.tristis come specie a rischio minimo (Least Concern)).